# Nicole Gius
Nicole Gius (Schlanders, 16 november 1980) is een Italiaanse voormalige alpineskiester die was gespecialiseerd in de slalom en de reuzenslalom. Ze nam tweemaal deel aan de Olympische Spelen en haalde hierbij geen medaille.

## Biografie
Nicole Gius maakte haar debuut in de Wereldbeker alpineskiën in januari 1998 op de reuzenslalom in Bormio. Ze behaalde nog geen overwinningen in een wereldbekerwedstrijd. In december 2002 behaalde ze haar eerste podium in een wereldbekerwedstrijd toen Gius als derde eindigde op de slalom in Semmering.
Op de Olympische Winterspelen 2002 in Salt Lake City eindigde ze tiende op de slalom. Op de Olympische Winterspelen 2010 in Vancouver deed Gius nog iets beter met een achtste plaats op de Olympische slalom.
Gius nam ook zeven maal deel aan de wereldkampioenschappen alpineskiën. Als beste resultaat noteren we een vijfde plaats op de slalom op de wereldkampioenschappen alpineskiën 2009.

## Resultaten

### Titels
- Italiaans kampioene slalom – 1999, 2003, 2004, 2005, 2007, 2008, 2009

### Wereldkampioenschappen
| Jaar | Plaats                 | Resultaten                   |
| ---- | ---------------------- | ---------------------------- |
| 1999 | Vail-Beaver Creek      | 22e Slalom DNF1 Reuzenslalom |
| 2001 | Sankt Anton            | 26e Slalom                   |
| 2003 | Sankt Moritz           | 23e Slalom                   |
| 2005 | Bormio                 | 14e Slalom 22e Reuzenslalom  |
| 2007 | Åre                    | 12e Slalom 20e Reuzenslalom  |
| 2009 | Val d'Isère            | 5e Slalom DNF2 Reuzenslalom  |
| 2011 | Garmisch-Partenkirchen | 20e Slalom                   |

### Olympische Spelen
| Jaar | Plaats         | Resultaten                  |
| ---- | -------------- | --------------------------- |
| 2002 | Salt Lake City | 10e Slalom 19e Reuzenslalom |
| 2010 | Vancouver      | 8e Slalom 20e Reuzenslalom  |

### Wereldbeker

#### Eindklasseringen
| Seizoen   | Algm | SL  | RS  |
| --------- | ---- | --- | --- |
| 1998/1999 | 81e  | 35e | 54e |
| 1999/2000 | 83e  | 46e | 42e |
| 2000/2001 | 83e  | 47e | 35e |
| 2001/2002 | 78e  | 40e | 33e |
| 2002/2003 | 21e  | 7e  | 28e |
| 2003/2004 | 51e  | 28e | 23e |
| 2004/2005 | 46e  | 27e | 22e |
| 2005/2006 | 96e  | 50e | 44e |
| 2006/2007 | 31e  | 21e | 10e |
| 2007/2008 | 31e  | 25e | 10e |
| 2008/2009 | 30e  | 14e | 19e |
| 2009/2010 | 35e  | 17e | 18e |
| 2010/2011 | 60e  | 23e | 38e |
| 2011/2012 | 88e  | 41e | 45e |